# Condat-sur-Ganaveix
Condat-sur-Ganaveix (Condat de Ganavés auf Okzitanisch) ist eine französische Gemeinde mit 648 Einwohnern (Stand 1. Januar 2022) im Département Corrèze in der Region Nouvelle-Aquitaine. Die Gemeinde ist Mitglied des Gemeindeverbandes Pays d’Uzerche. Die Einwohner nennen sich Condatois(es).

## Geografie
Die Gemeinde liegt im Zentralmassiv am Fuße des Plateau de Millevaches.
Tulle, die Präfektur des Départements, liegt ungefähr 30 Kilometer südöstlich, Brive-la-Gaillarde etwa 38 Kilometer südwestlich und Uzerche rund 6 Kilometer südwestlich.
Der Ort liegt etwa sechs Kilometer von der Abfahrt 44 der Autoroute A20 entfernt.
Nachbargemeinden von Condat-sur-Ganaveix sind Meilhards im Norden, Eyburie im Osten, Uzerche im Süden, Les Trois-Saints im Südwesten, Salon-la-Tour im Westen sowie Lamongerie Nordwesten.
Der Ganaveix und der Forges, zwei rechte Nebenflüsse des Bradascou, durchziehen das Gemeindegebiet. Der Ganaveix fließt ca. zwei Kilometer südöstlich vom Ortszentrum von Condat in den Bradascou, dieser mündet schließlich westlich von Uzerche in die Vézère.

## Geschichte
Der Name Condat-sur-Ganaveix kommt von Condate aus dem keltischen Sprachraum und bezeichnet den Zusammenfluss zweier Wasserläufe.
Dieser Name indiziert damit schon eine sehr lange Besiedlungsgeschichte. Jedoch wurde Condat erst im Kopialbuch von Uzerche zwischen 1073 und 1086 erstmals erwähnt. Die Gemeinde entwickelte sich zwischen dem Ruisseau des Forges und dem Ganaveix. Verbindung zur Stadt Uzerche wurde über Kammwege gehalten. Diese sehr ländliche Gemeinde war im Laufe der Jahrhunderte häufigen Herrscherwechseln ausgesetzt und war am Vorabend der Revolution immer noch ohne Straße und ohne Brücke. Daher überstand sie diese turbulente Zeit fast unbeschadet und hatte 1846 mit 1803 Einwohnern ihre höchste Einwohnerzahl erreicht.

## Wappen
Beschreibung: In Blau ein fünfstrahliger silberner Stern und drei (2;1) goldenen Herzen.

## Einwohnerentwicklung
| Jahr      | 1962 | 1968 | 1975 | 1982 | 1990 | 1999 | 2008 | 2016 |
| Einwohner | 1009 | 922  | 815  | 726  | 678  | 631  | 656  | 664  |

## Sehenswürdigkeiten

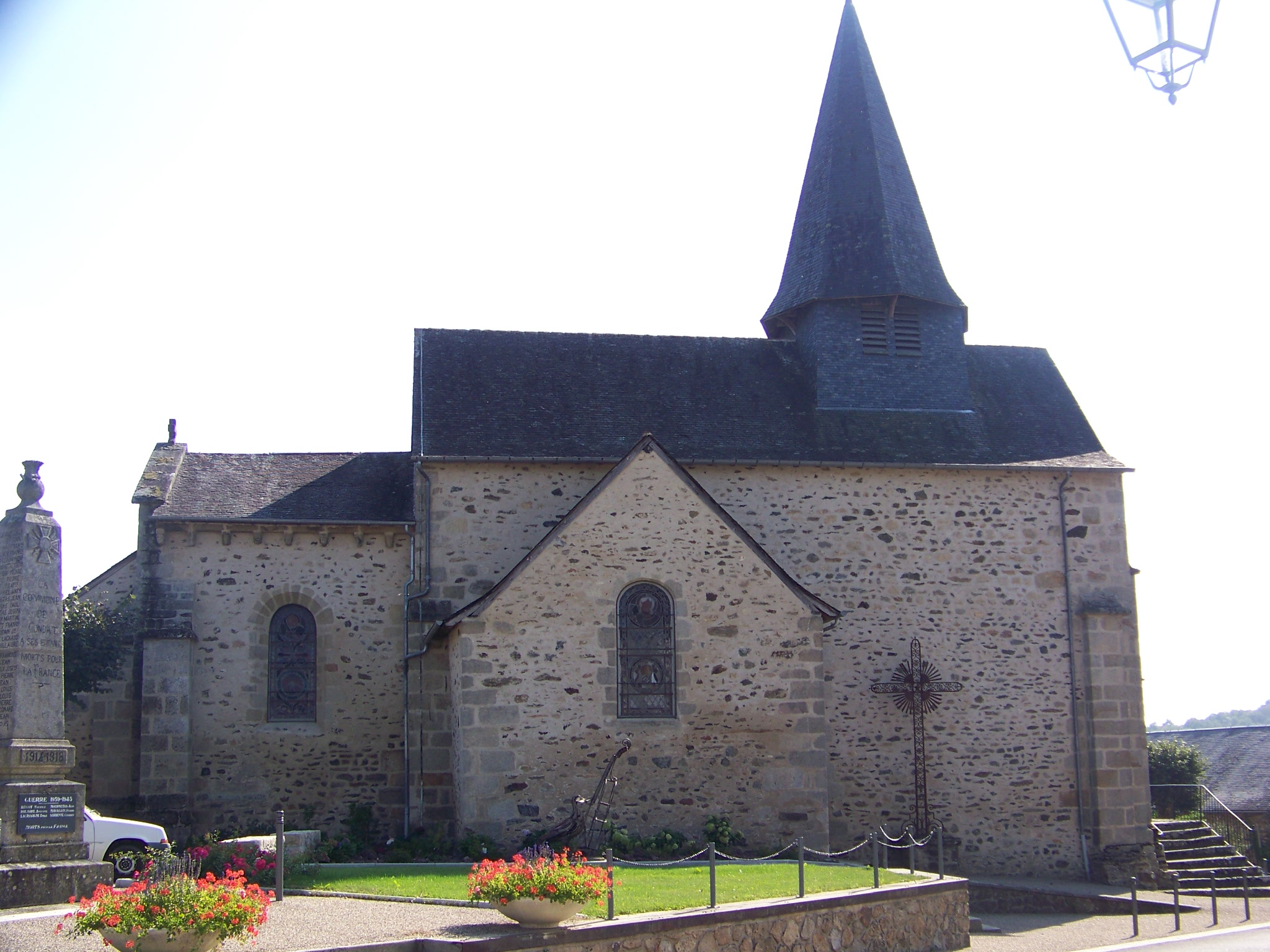
Die Kirche Saint Julien de Brioude

- Kirche Saint-Julien mit Teilen aus dem 12. Jahrhundert und Altarretabel aus dem 17. und 18. Jahrhundert
- Château de Faugeras aus dem 18. Jahrhundert